# Ice Pilots de Pensacola
Les Ice Pilots de Pensacola sont une franchise professionnelle de hockey sur glace en Amérique du Nord qui évoluait dans l'ECHL. L'équipe était basée à Pensacola en Floride aux États-Unis.

## Historique
La franchise est créée en 1996 pour prendre la suite des Knights de Nashville. Après douze saisons, la direction de l'équipe décide de dissoudre le club en 2008. Au cours de son existence, la franchise a servi de club-école pour de nombreuses équipes : les Rafales de Québec de 1996 à 1998 de la Ligue internationale de hockey, les Falcons de Springfield en 2002-2003, les Maple Leafs de Saint-Jean en 2004-2005, les Marlies de Toronto en 2005-2006, les Sound Tigers de Bridgeport en 2006-2007 et les IceHogs de Rockford en 2007-2008 de la Ligue américaine de hockey et enfin les Blues de Saint-Louis en 2000-2001, le Lightning de Tampa Bay de 2001 à 2004, les Maple Leafs de Toronto de 2004 à 2006 et les Blackhawks de Chicago en 2007-2008 de la Ligue nationale de hockey.

## Statistiques
| No | Saison    | PJ | V  | D  | N  | DP | DTB | BP  | BC  | Pts | Classement                   | Séries éliminatoires     | Entraîneur                 |
| -- | --------- | -- | -- | -- | -- | -- | --- | --- | --- | --- | ---------------------------- | ------------------------ | -------------------------- |
| 1  | 1996-1997 | 70 | 36 | 31 | 3  | -  | -   | 275 | 275 | 86  | 6e place, division Sud       | Défaite demi-finale      | Allen Pedersen             |
| 2  | 1997-1998 | 70 | 36 | 24 | 10 | -  | -   | 276 | 262 | 86  | 3e place, division Sud-Ouest | Finalistes               | Allen Pedersen             |
| 3  | 1998-1999 | 70 | 25 | 41 | 4  | -  | -   | 199 | 267 | 86  | 8e place, division Sud-Ouest | Non qualifiés            | Allen Pedersen             |
| 4  | 1999-2000 | 70 | 35 | 29 | -  | 6  | -   | 215 | 216 | 86  | 5e place, division Sud-Ouest | Défaite au deuxième tour | Allen Pedersen             |
| 5  | 2000-2001 | 72 | 27 | 40 | 5  | -  | -   | 201 | 250 | 86  | 9e place, division Sud-Ouest | Non qualifiés            | Wayne Cashman              |
| 6  | 2001-2002 | 72 | 38 | 28 | 6  | -  | -   | 247 | 242 | 86  | 3e place, division Sud-Ouest | Défaite au deuxième tour | Todd Gordon                |
| 7  | 2002-2003 | 72 | 33 | 30 | 9  | -  | -   | 228 | 241 | 96  | 5e place, division Sud-Ouest | Défaite au premier tour  | Todd Gordon                |
| 8  | 2003-2004 | 72 | 40 | 23 | 9  | -  | -   | 240 | 239 | 96  | 4e place, division centrale  | Défaite au premier tour  | Todd Gordon                |
| 9  | 2004-2005 | 72 | 51 | 16 | 7  | -  | -   | 248 | 178 | 88  | 1re place, division Sud      | Défaite au premier tour  | Dave Farrish               |
| 10 | 2005-2006 | 72 | 21 | 44 | 7  | -  | -   | 194 | 293 | 58  | 8e place, division Sud       | Non qualifiés            | Rick Adduono George Dupont |
| 11 | 2006-2007 | 72 | 20 | 46 | -  | 2  | 4   | 233 | 318 | 46  | 8e place, division Sud       | Non qualifiés            | George Dupont Joe Clark    |
| 12 | 2007-2008 | 72 | 19 | 44 | -  | 4  | 5   | 157 | 263 | 47  | 9e place, division Sud       | Non qualifiés            | John Marks                 |

## Logos

Logo utilisé entre 1996 et 2004
Logo utilisé à partir de 2004